# Baltimore (Cork)

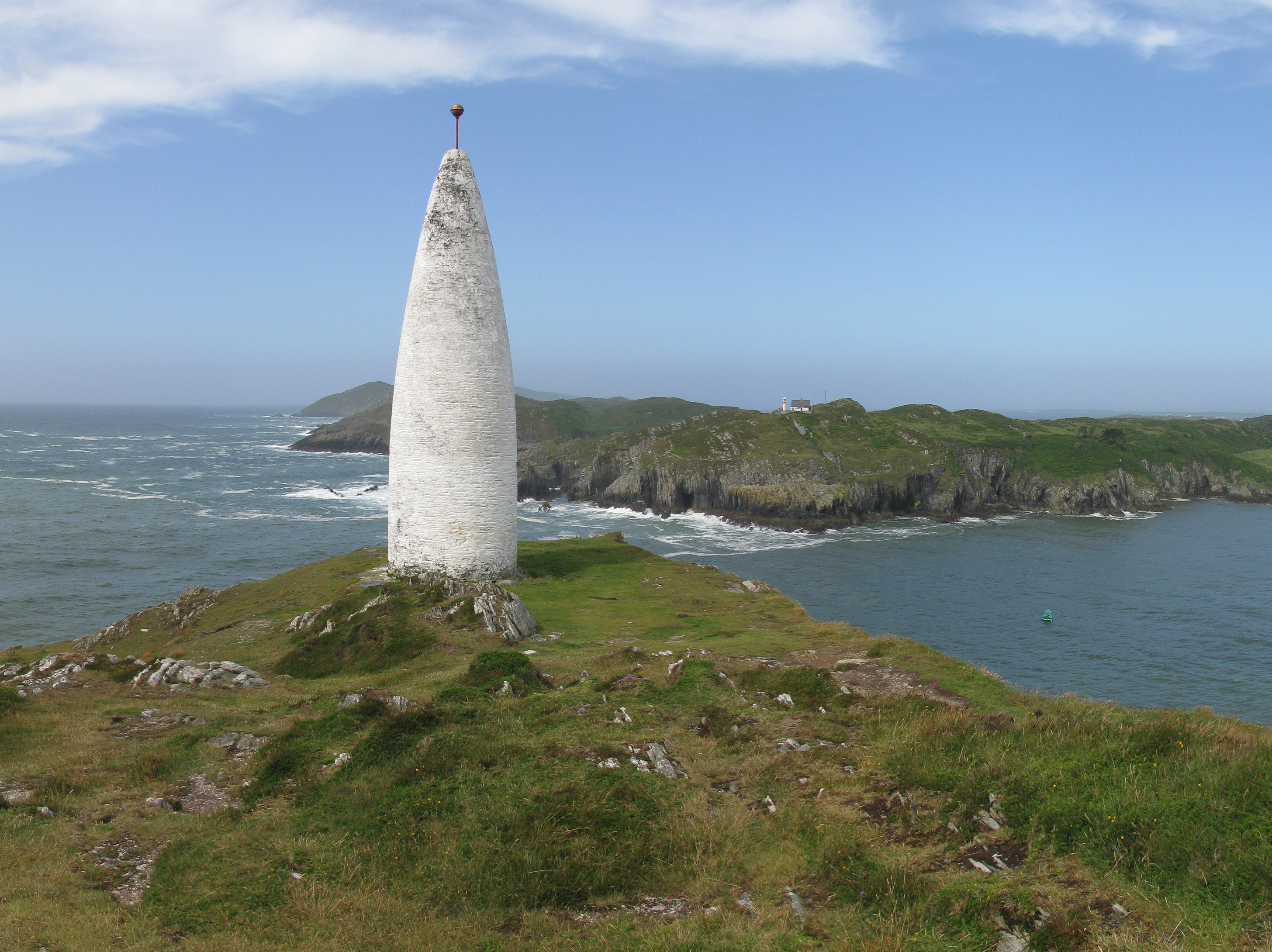
Der Baltimore Beacon, auch als Lots Frau bezeichnet.

Baltimore (irisch Dún na Séad „Burg der Juwelen“) ist einer der südlichsten Orte in Irland und eine kleine Hafenstadt südwestlich von Skibbereen im County Cork. Der anglisierte Name stammt jedoch vom irischen Baile an Tí Mhóir (Ort des großen Hauses) und bezieht sich auf die Burg der O’Driscoll (irisch Ó hEidirsceoil). Der Clan beherrschte die Gegend.
Baltimore wurde am 20. Juni 1631 von Barbaresken-Korsaren überfallen. Über 100 Bewohner wurden in die Sklaverei verschleppt.
Sehenswert ist das von der britischen Regierung nach der irischen Rebellion von 1798 am Hafen aufgestellte säulenartige Leuchtfeuer Baltimore Beacon oder Lots Frau. Im Hafen legt die Fähre nach Schull (oder Skull) auf der Mizen-Halbinsel ab, die zuvor auch Sherkin Island und Cape Clear Island anläuft. Direkt am Anleger auf Sherkin Island ist die Ruine eines Franziskanerklosters aus dem 15. Jahrhundert bereits von der Hafenmole in Baltimore aus zu sehen. Tourismus ziehen der Wassersport (Tauchen) und einige Gourmet-Restaurants an.

## Persönlichkeiten
- Patrick Palmer (1889–1971), Politiker